# スコペロス島
スコペロス島（スコペロスとう、Σκόπελος / Skopelos）は、エーゲ海北西部のスポラデス諸島に所在するギリシャ領の島。テッサリア地方スポラデス県に属する。

## 地理

### 位置・広がり
スポラデス諸島の北部に位置し、その中でも最大の島である。スキアトス島とアロニソス島の中間に位置している。
面積は96.229 km²でギリシャの有名な観光地であるミコノス島よりも少し大きい程度。島の中心に標高681mのデルフィ山や546mのパロウキ山があり、高低差の多い地形。そのためスポラデス諸島の中でも、特に緑の多い島である。中でも松が多く、農作物としてアーモンド、オリーブ、ブドウ等が栽培されている。
島の首都であるスコペロスの他にもいくつか村が点在しており、二番目に大きな村はグロッサ。スコペロス港より25km北に位置し、山側の海抜250m程の位置に建てられている。ここには、紀元前4世紀のローマ時代の浴場跡や紀元前5世紀のギリシャ神話の女神アテーナーを祭った神殿などが残されている。
ビーチは西南に集中しており、夏期は観光客が絶えない。

## 環境
2009年8月の平均最高気温が29.1℃で最低平均気温が2月の7.2℃。年間の平均気温は17.7℃の温暖な地域。年間降水量は794.1mm。平均風速は8.3km/hr。

## 歴史
1936年の発掘調査でミケーネ文明の遺跡が発掘されており、少なくとも紀元前8世紀から人がいたとされる。沿岸部にはエーゲ海特有の、白い壁とタイル屋根、木製の窓枠が特徴の家々が立ち並ぶ。
2007年9月に映画『マンマ・ミーア!』の撮影が行われ、注目を浴びた。

## 交通
ギリシャ本土の大規模な港であるヴォロスやテッサロニキからは定期便が運行している他、スキロス島、スキアトス島をつなぐ便も頻繁に就航している。島内にはバスが走っている他、タクシーも多い。